# Floating Clouds
Floating Clouds (Ikigumo) è un film del 1955 diretto da Mikio Naruse.

## Trama
Dopo la fine della seconda guerra mondiale Yukiko torna a Tokyo dall'Indocina francese per ringentilire la sua relazione con Tomioka, che vive una quieta vita con sua moglie ammalata e apparentemente rimemora la sua relazione affettiva che lui e Yukiko hanno condiviso come poco più di una innocua avventura. Inizialmente egli viene preso alla sprovvista dal suo arrivo alla soglia di casa, ciononostante accetta di passeggiare con lei per qualche minuto riflettendo sul loro primo incontro in Indocina. Né Yukiko né Tomioka si sentono compatibili: l'amore per entrambi corrisponde solamente a profonda disarmonia e antagonismo, che li porta a un sentiero di inevitabile distruzione.